# Муроло, Массимилиано
Массимилиано Муроло (итал. Massimiliano Murolo, р.8 апреля 1988) — итальянский фехтовальщик-саблист, чемпион Европейских игр.

## Биография
Родился в 1988 году в Неаполе. В 2011 году стал обладателем серебряной медали Универсиады в командном первенстве, и бронзовой — в личном. В 2015 году завоевал золотую медаль Европейских игр.